# Żyłki o wysokim śródbłonku
Żyłki o wysokim śródbłonku (ang. high endothelial venules, HEV) – naczynia krwionośne zlokalizowane na granicy stref: korowej i podkorowej węzła chłonnego, przez które do węzła wnikają limfocyty i umożliwiające ich recyrkulację. Charakterystyczny fenotyp tych naczyń umożliwiający ich funkcję wynika z oddziaływania limfotoksyny-β produkowanej przez komórki dendrytyczne.